# Andreas Hartmann (Geiger)
Andreas Hartmann (* 1960 in Halle (Saale)) ist ein deutscher Geiger. Er ist erster Konzertmeister des MDR-Sinfonieorchesters und Honorarprofessor der HfM Weimar.

## Leben
Andreas Hartmann besuchte die Musikschule und Spezialschule für Musik in Halle. Von 1977 bis 1982 studierte er Violine bei Jost Witter an der Hochschule für Musik Franz Liszt Weimar. Nach seinem Examen war er zwei Jahre Aspirant ebenda. 
Im Jahr 1984 wurde er erster Konzertmeister am Großen Rundfunkorchester Leipzig (heute: MDR-Sinfonieorchester). Er war u. a. Teilnehmer am Internationalen Johann-Sebastian-Bach-Wettbewerb (1980) in Leipzig und am Internationalen Tschaikowski-Wettbewerb (1982) in Moskau. Hartmann konzertierte in Europa, Asien und den USA über 200 Konzerte. 
Er produzierte für Rundfunk und Fernsehen und spielte als Solist mehrere CDs ein.
Als Honorarprofessor leitet er eine Violinklasse an der Hochschule für Musik „Franz Liszt“ Weimar.
Andreas Hartmann spielt eine aus dem Jahre 1744 stammende Geige von Guarneri.

## Diskografie (Auswahl)
- 1994: Wolfgang Amadeus Mozart: Musik für Ihro Gnaden. Image Concert, Herzberg (Harz)
- 1994: Johann Sebastian Bach: Kaffee- und Bauernkantate. Ram-Musikproduktionsgesellschaft, Braunschweig
- 1994: Antonio Vivaldi: Der Wettstreit zwischen Harmonie und Erfindung. Image Concert, Herzberg (Harz)
- 2005: Rheinberger und Seine Zeit (Querstand)
- 2005: Dolce far niente. Indigo, Hamburg
- 2007: Johann Sebastian Bach: Die Oboenkonzerte. Edel Classics, Hamburg
- 2008: Leipziger Schlagzeugensemble, Leipziger Hornquartett, Andreas Hartmann. Klaus-Jürgen Kamprad, Altenburg (Thüringen)
- 2009: A Portrait (Claves Records)
- 2009: Mendelssohn-Anthologie / 3. Mendelssohn und seine Zeit. Klaus-Jürgen Kamprad, Altenburg (Thüringen)
- 2009: Mendelssohn-Anthologie / 4. Mendelssohn und seine Zeit. Klaus-Jürgen Kamprad, Altenburg (Thüringen)
- 2009: Mendelssohn-Anthologie / 5. Mendelssohn und seine Zeit. Klaus-Jürgen Kamprad, Altenburg (Thüringen)
- 2009: Mendelssohn-Anthologie / 9. Dialoge. Klaus-Jürgen Kamprad, Altenburg (Thüringen)
- 2010: Norbert Burgmüller: Songs and chamber music. Klaus-Jürgen Kamprad, Altenburg (Thüringen)
- 2010: Chamber music for violin and piano (Jubilee edition). Klaus-Jürgen Kamprad, Altenburg (Thüringen)
- 2012: Sigismund Thalberg: Songs and chamber music. Klaus-Jürgen Kamprad, Altenburg (Thüringen)